# Hurigny
Hurigny é uma comuna francesa na região administrativa de Borgonha-Franco-Condado, no departamento Saône-et-Loire. Estende-se por uma área de 9,22 km². Em 2010 a comuna tinha 2 075 habitantes (densidade: 225,1 hab./km²).